# 江副令子
江副 令子（えぞえ れいこ、1942年6月20日 - ）は、日本の陸上競技（短距離走）選手である。

## 経歴
長野県伊那郡高遠町（現在の伊那市）出身。二階堂高校卒業後、リラックス化粧品に所属。1964年東京オリンピックでは女子400メートルリレー走（井口任子・江副令子・宮本悦子・依田郁子）に出場した。 